# Nokami
Nokami (野上町, Nokami-cho) was een gemeente in het District Kaiso van de Japanse prefectuur Wakayama.
Op 1 april 2002 had de gemeente 8425 inwoners en een bevolkingsdichtheid van 218,49 inw./km². De oppervlakte van de gemeente bedroeg 38,56 km².
Op 1 januari 2006 hield de gemeente op te bestaan als zelfstandige entiteit toen het fusioneerde met Misato tot de nieuwe gemeente Kimino.